# Радуга (здание)
«Радуга» — здание в Санкт-Петербурге по адресу Кантемировская ул., д. 12.
Высотное 24-этажное здание строилось для ЛНПО «Красная Заря» много лет, по проекту архитекторов С. В. Савина и
С. М. Зельцмана под руководством Б. Е. Сандлера, и было закончено в 1991 году. Здание заняло АООТ «НПП „Радуга“», бывшее одним из подразделений ЛНПО «Красная Заря» и выделившееся впоследствии в самостоятельную организацию.
Изначально высота здания предполагалась около 100 метров. Остекление здания осуществлено изготовленными в ГДР стеклопакетами «терафлекс». При высокой температуре на стекло наносили окислы сурьмы, что придало стеклу бронзово-шоколадный цвет.
Конструкция здания представляет собой железобетонный каркас с внешними панелями. Постройка выполнена в стиле советского архитектурного модернизма второй половины XX века. Особенностью является башенная система, портал. Общая площадь здания 12 500 м². Ближайшая станция метро — Лесная.
После распада СССР и смены общественного строя в России владелец здания, как и многие другие, наряду с продолжением собственной деятельности, стал сдавать свои площади в аренду. Так, в здании располагался магазин бытовой техники, офис оператора первого поколения сотовой связи FORA Communications, впоследствии приобретённый шведским оператором сотовой связи Tele2, Санкт-Петербургский филиал «Промрадтехбанк АБ ОАО РАДУГА» и другие арендаторы.
В настоящее время в здании также находится коммерческий ЦОД, связанный с площадкой SPB-IX.